# Road Atlanta

Lay-out Road Atlanta.

Road Atlanta is een circuit gelegen in Braselton in de Amerikaanse staat Georgia. Het circuit werd in 1970 in gebruik genomen. Het telt twaalf bochten en is 2,54 mijl (4,08 km) lang. Het was in het verleden eigendom van autobouwer Panoz.
De belangrijkste races die jaarlijks op het circuit gereden worden zijn een race uit het AMA wegrace kampioenschap voor motoren en de Petit Le Mans, een endurance-race uit de American Le Mans Series. Tijdens het weekend waarin de Petit Le Mans gereden wordt, wordt er eveneens een race gereden uit het Atlantic Championship.
In het verleden zijn races op het circuit gehouden uit onder meer de Can-Am, de Trans-Am Series en races georganiseerd door de Sports Car Club of America. In 1986 werd er op het circuit een race georganiseerd uit de NASCAR Busch Series, de eerste race ooit in deze raceklasse die op een wegcircuit gehouden werd.